# والتر آدامز
والتر آدامز (بالإنجليزية: Walter Adams)‏ (1 يناير 1801 بإنجلترا في المملكة المتحدة - ) هو لاعب كرة قدم بريطاني في مركز جناح ‏. لعب مع Middlesbrough Ironopolis F.C. ‏.